# Беббі (Алабама)
Беббі (англ. Babbie) — місто (англ. town) в США, в окрузі Ковінгтон штату Алабама. Населення — 625 осіб (2020).

## Географія
Беббі розташоване за координатами 31°18′7″ пн. ш. 86°19′10″ зх. д. / 31.30194° пн. ш. 86.31944° зх. д. (31.302083, -86.319437).  За даними Бюро перепису населення США в 2010 році місто мало площу 30,01 км², з яких 29,71 км² — суходіл та 0,30 км² — водойми.

## Демографія
Згідно з переписом 2010 року, у місті мешкали 603 особи в 253 домогосподарствах у складі 185 родин. Густота населення становила 20 осіб/км².  Було 285 помешкань (9/км²).
Расовий склад населення:
| - 96,7 % — білих - 1,5 % — азіатів |

До двох чи більше рас належало 1,7 %. Частка іспаномовних становила 0,2 % від усіх жителів.
За віковим діапазоном населення розподілялося таким чином: 19,2 % — особи молодші 18 років, 62,6 % — особи у віці 18—64 років, 18,2 % — особи у віці 65 років та старші. Медіана віку мешканця становила 46,2 року. На 100 осіб жіночої статі у місті припадало 108,7 чоловіків;  на 100 жінок у віці від 18 років та старших — 106,4 чоловіків також старших 18 років.
Середній дохід на одне домашнє господарство  становив 52 804 долари США (медіана — 41 912), а середній дохід на одну сім'ю — 65 472 долари (медіана — 52 604). За межею бідності перебувало 15,7 % осіб, у тому числі 29,9 % дітей у віці до 18 років та 2,0 % осіб у віці 65 років та старших.
Цивільне працевлаштоване населення становило 300 осіб. Основні галузі зайнятості: виробництво — 20,3 %, транспорт — 13,7 %, будівництво — 10,3 %, сільське господарство, лісництво, риболовля — 9,3 %.